# 小行星8410
小行星8410（英語：8410 Hiroakiohno）是一颗围绕太阳公转的小行星。1996年8月24日，上田清二、金田宏在钏路市发现了此天体。
这颗小行星的绝对星等为295.6260101459521等。